# Cue and Miss Cue
Cue and Miss Cue (en algunes publicacions de l'època també apareix com "Cue and Mis-Cue") és un curtmetratge mut de l'Éclair America dirigit per Étienne Arnaud i protagonitzat per Charles Morgan i Will E. Sheerer. Es va estrenar com a mitja bobina conjuntament amb “Nutty Has Big Ideas” el 4 de gener de 1914. Es tracta de la primera pel·lícula en que va actuar Belle Adair.

## Argument
Michael McCue és una apassionat del billar. Un dia arriba a casa ben borratxo i es troba la seva dona que li llença plats forquilles i ganivets pel cap que pot esquivar però la dona li tanca la porta als nassos. Es queda adormit allà i té un somni. Ha tornat a la sala de billar, colpeja una bola i es converteix en un nap. Ho intenta de nou i se li apareix la fotografia de la seva dona. Ho intenta per tercer cop i trenca una ampolla de whisky per lo que els seus amics el fan fora. Entra en una taverna portant el seu tac i intenta colpejar una poma sobre el cap d'un amic i immediatament una mata de cabell li neix al cap. Té gana i entra en un restaurant acompanyat pel seu tac. Una cambrera el renya i ell dispara amb el tac una poma dins la seva boca on queda encaixada i el xef intenta treure-la tallant-la a trossets. Una vella dama està gaudint d'un bany de peus en una palangana. Fa servir el tac i fa vessar la palangana, cosa que el desperta mentre la seva dona, que se n'ha apiadat el porta cap a dins.

## Repartiment
- Charles Morgan (Michael McCue)
- Will E. Sheerer
- Alec B. Francis
- Belle Adair
- Helen Marten
- Frederick Truesdell
- Mildred Bright
- Simeon Wiltsie
- Bert Starkey
- Margaret Baxter